# ماردة التركية
ماردة هي جارية تركية نشأت في الكوفة، وقيل أنها كانت من السغد، الواقعة اليوم شمال غرب طاجكستان، انتقلت إلى قصر الخليفة العباسي هارون الرشيد ببغداد، وكانت ماردة من أحظى النساء لدى الرشيد بسبب حسنها وجمالها، وقد أنجبت له ابنه الخليفة محمد المعتصم بالله ثامن خلفاء الدولة العباسية وذلك في عام 179 هـ، كما أنجبت له الأمير أبو إسماعيل وأم حبيب وآخران لم يعرف اسمهما. توفيت ولم تدرك خلافة ابنها المعتصم بالله.
ومن أشعار هارون الرشيد في وصفها: